# Bri Fiocca
Bri Fiocca (Positano, 19 de fevereiro de 1944) é uma atriz brasileira de teatro, cinema e televisão formada pela Escola de Arte Dramática da Universidade de São Paulo.

## Biografia
Beatrice Fiocca, mais conhecida como Bri Fiocca, nasceu em Positano, na Itália, em 19 de fevereiro de 1944. Veio para o Brasil em 1946 com a família, onde se naturalizou. Seus pais, Pascoali "Nino" Fiocca e Ana Maria Fiocca, possuiram no final da década de 1940 e 1950 a Galeria Domus, onde tiveram contato com vários artistas como Djanira, Victor Brecheret, Tarsila do Amaral, Volpi, Aldemir Martins,Mário Schenberg,  dentre outros. 
Bri Fiocca iniciou sua vida artística como bailarina, tendo sido aluna de Maria Duschenes. Após isso decidiu fazer teatro, participando do Teatro amador do SESC. Foi aluna de interpretação de Eugênio Kusnet. Em 1955, retornou com a mãe para Itália, regressando ao Brasil um tempo depois. 
De 1966 a 1968 frequentou a Escola de Arte Dramática da Universidade de São Paulo, e em 1969 entrou para o Grupo União, que era de Walderez de Barros, Plínio Marcos e Paulo Vilaça, onde estreou profissionalmente como atriz. Foi durante o período na EAD que Bri teve contato com o Grupo de Santo André, formado pelos atores Antônio Petrin e Sônia Guedes, dentre outros.

## Filmografia

### Na Televisão
| Ano  | Título                      | Personagem            | Nota                         |
| ---- | --------------------------- | --------------------- | ---------------------------- |
| 2023 | Santo Maldito               | Eleonora              |                              |
| 2019 | Shippados                   | Licinha               | 2 episódios                  |
| 2019 | Coisa Mais Linda            | Dona Regina           | 2 episódios                  |
| 2018 | Treze Dias Longe do Sol     | Do Carmo              | [ 3 ]                        |
| 2018 | Amigo de Aluguel            | Maristela             | Episódio: Os Canastrões      |
| 2014 | Chiquititas                 | Professora Gertrudes  |                              |
| 2013 | Contos do Edgar             | Conceição             | Episódio: Íris               |
| 2013 | O Negócio                   | Avó de Luna           |                              |
| 2013 | Beleza S/A                  | Ofélia Rodrigues      | Episódio: Linda de Morrer    |
| 2013 | Passionais                  | Anamaria / Dona Neide | 2 episódios                  |
| 2007 | A Diarista                  | —                     | Episódio: Aquele da Academia |
| 1994 | As Pupilas do Senhor Reitor | Liduína               |                              |
| 1988 | Sampa                       | Dona Sofia            | [ 4 ]                        |

### No Cinema
| Ano  | Título                                            | Personagem                 | Notas          |
| ---- | ------------------------------------------------- | -------------------------- | -------------- |
| 2022 | Meteoros                                          | Magali                     |                |
| 2019 | A Prometida                                       | Mãe (voz)                  |                |
| 2018 | Exterminadores do Além Contra a Loira do Banheiro | Profª Maria                |                |
| 2018 | Desencanto                                        | Dolores                    | Curta-metragem |
| 2017 | A Comédia Divina                                  | Dona Jurema                |                |
| 2017 | Os Parças                                         | Vizinha de Ritinha         |                |
| 2016 | O Vendedor de Sonhos                              | Senhora assaltada          |                |
| 2016 | Reencontro                                        | —                          | Curta-metragem |
| 2015 | Pão da Tarde                                      | Antônia                    | Curta-metragem |
| 2015 | Tudo Sobre os Britos                              | Dona Edith                 | Curta-metragem |
| 2013 | O Travesseiro e o Escorpião                       | —                          | Curta-metragem |
| 2012 | O Condomínio                                      | Valquíria Woetmann         | Curta-metragem |
| 2012 | Thomás Tristonho                                  | Geralda Tristonho          | Curta-metragem |
| 2012 | Letes                                             | Avó                        | Curta-metragem |
| 2011 | Estamos Juntos                                    | voz amiga da mãe de Carmem |                |
| 2010 | Clara                                             | Senhora                    | Curta-metragem |
| 2010 | Fábula das Três Avós                              | Avó                        | Curta-metragem |
| 2010 | Memória de Elefante                               | Dona Inês                  | Curta-metragem |
| 2008 | O Dia M                                           | Mãe                        | Curta-metragem |
| 2006 | Boleiros 2 - Vencedores e Vencidos                | Irmã Ivete                 |                |
| 2005 | Cabra-cega                                        | —                          |                |
| 1997 | O Velho – A História de Luiz Carlos Prestes       | —                          | Documentário   |
| 1996 | Pedro e o Senhor                                  | —                          | Curta-metragem |

## Carreira no teatro[8]
- O Anjo de Pedra (2011)
- 3 Casas (2011)
- O Enigma Blavatsky (2003)
- Florbela (1991)
- Tronodocrono (1983)[9]
- Tio Vânia (1975)
- Só Porque Você Quer (1971)
- O Balcão (1969)
- As Alegres Comadres de Windsor (1968)
- A Mentira (1967)